# Superior
Superior je slatkovodno jezero u Sjevernoj Americi, najveće od pet Velikih jezera.

## Opis
Jezero Superior je po površini najveće slatkovodno jezero na svijetu, a po volumeno slatkovodne vode treće u svijetu. Na sjevernoj obali jezera nalaze se kanadska pokrajina Ontario i američka savezna država Minnesota, a na južnoj američke savezne države Wisconsin i Michigan.
U jezero se ulijeva preko 200 rijeka, najveće su Nipigon, St. Louis, Pigeon, Pic, White, Michipicoten River, Bois Brule i Kaministiquia, a izlijeva se dalje u jezero Huron rijekom St. Marys i kanalom Soo Locks.
Superior ima površinu od 82.413 km2, najveća dužina je 563 km, a najveća širina 257 km, prosječna dubina je 147 m (najveća dubina 406 m), a ukupna dužina obale (s otocima) je 4.387 km. Na jezeru nalaze se brojni otoci od kojih su najveći Isle, Apostle, Slate ili Raspberry Island.